# شرکت نفت ایران و انگلیس

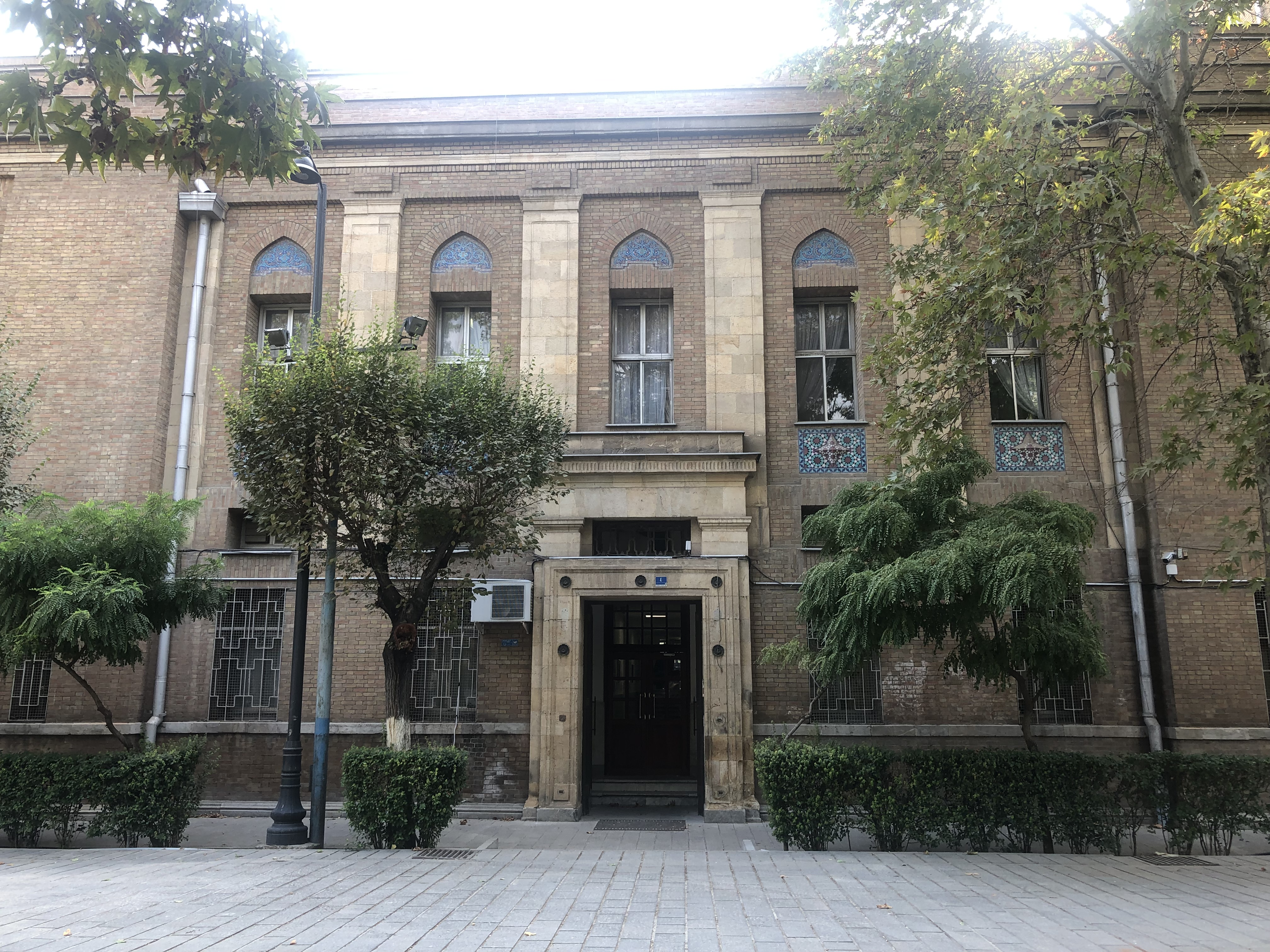
ساختمان مرکزی پیشین شرکت نفت ایران و انگلیس در تهران و ساختمان مرکزی سوم وزارت امور خارجه کنونی

شرکت نفت ایران و انگلیس (به انگلیسی: Anglo-Iranian Oil Company) شرکت نفتی ایرانی-بریتانیایی بود، که در پی اکتشاف میدان نفتی مسجدسلیمان، در جنوب‌غربی ایران، با هدف اکتشاف، توسعه میادین، بهره‌برداری و استخراج نفت خام، در تاریخ ۱۴ آوریل ۱۹۰۹ توسط شرکت بریتانیایی نفت برمه تأسیس شد. این شرکت در سال ۱۹۵۴ در پی ملی‌سازی نفت ایران، منحل شد و از دارایی‌های آن، دو شرکت ملی نفت ایران و بی‌پی تأسیس گردید.

## تاریخچه

### دوره قاجار
پس از این‌که ویلیام ناکس دارسی امتیاز ۶۰ سالهٔ نفت ایران را از مظفرالدین شاه گرفت، حق خود را به شرکت نفت برمه فروخت. این شرکت در ادامه شرکت جدیدی به نام Anglo-Persian Oil Company را به عنوان یکی از شاخه‌های خود تأسیس کرد. قبل از جنگ جهانی اول، وزارت دریاداری بریتانیا به هدایت وینستون چرچیل، اکثریت سهام این شرکت را در اختیار گرفت و در جریان هر دو جنگ جهانی، نفت ارزان ایران سوخت کشتی‌های جنگی بریتانیا را تأمین می‌کرد.
شرکت نفت ایران و انگلیس تا سال ۱۹۵۱ که نفت در ایران ملی شد همه امور مربوط به نفت ایران را ابتدا بر اساس قرارداد دارسی و بعد بر اساس قرارداد ۱۹۳۳ در دست داشت و ظاهراً ۱۶٪ از سود سالانه خود را به دولت ایران می‌پرداخت، هر چند که دولت ایران هیچ نظارتی بر میزان فروش و درآمد و سود این شرکت نداشت.

### دوره رضاشاه
در دوران رضاشاه، تیمورتاش (وزیر دربار) مذاکرات مفصل و جدی را با موضوع نفت با بریتانیا آغاز کرد. ایران خواهان انجام اصلاحات زیر در قرارداد دارسی بود:
- افزایش سهم خود از سود سالانه شرکت از ۱۶ درصد به ۲۵ درصد
- دریافت مبلغ ثابتی معادل ۲ شیلینگ در هر تن نفت صادراتی
- اختصاص مقدار قابل ملاحظه‌ای از سهام شرکت به دولت ایران
- تحدید حوزه عملیات شرکت در ایران

پس از چندین سال مذاکره هیچ پیشرفتی در موضوعات مورد اختلاف دو طرف حاصل نشد اما مذاکرات همچنان ادامه داشت. این مذاکرات بعداً توسط تقی‌زاده (وزیر مالیه) و در نهایت خود رضاشاه پیگیری شد. در نتیجه این مذاکرات، با وساطت وزیر خارجه چکسلواکی قرارداد ۱۹۳۳ بین دولت ایران و شرکت نفت ایران و انگلیس بسته شد.

### دوره محمدرضاشاه
پس از سقوط رضاشاه به تدریج این امکان پیدا شد که ایرانیان خواستار حق بیشتری از درآمد نفت شوند. نهضت ملی شدن نفت ایران به رهبری محمد مصدق، نفت را در ایران ملی کرد. شرکت که حاضر به قبول اصل ملی شدن نفت نبود، عملیات خود را در ایران متوقف کرد.
منوچهر فرمانفرمائیان در مقابل معتقد است مصدق به دلیل عدم اطلاع از هزینه‌های تولید نفت، بهایی غیرواقعی را به طرف مقابل پیشنهاد نمود. او رقم پیشنهادی مصدق برای سهم ایران از هر بشکه یعنی ۲۵ سنت را در آن زمان که قیمت هر بشکه یک دلار بود مبلغ چشمگیری می‌داند. به علاوه او از مصدق به دلیل آنکه از ادعاهای ایران در مورد درآمد شرکت‌های تابعه شرکت نفت ایران و انگلستان صرف‌نظر کرد نیز انتقاد می‌کند. پس از وقوع کودتای ۲۸ مرداد ۱۳۳۲ که با توافق و همکاری دولت‌های بریتانیا و آمریکا انجام شد، قرارداد جدیدی معروف به قرارداد کنسرسیوم امضا گردید. در این قرارداد شرکت نفت ایران و انگلیس، که دیگر به نام جدید شرکت نفت بریتانیا نامیده می‌شد ۴۰٪ سهم داشت. شرکت نفت بریتانیا (British Petroleum) که امروز با نام تجاری بی‌پی (BP) نامیده می‌شود و یکی از شرکت‌های بزرگ نفتی جهان می‌باشد، که از دارایی‌های شرکت نفت ایران و انگلیس تشکیل شده‌است.